# Ramón Pastor Castell
Ramón Pastor Castell (Elx, 1923 – 14 de març de 1999) va ser el primer alcalde d'Elx escollit democràticament després de l'aprovació de la Constitució espanyola de 1978. Va ocupar el càrrec des de 1979 fins a 1987.

## Biografia
Ramón Pastor va néixer en 1923 a Elx. El seu avi va ser un dels fundadors del PSOE a la ciutat d'Elx i el seu pare va ser president del Cercle Obrer Il·licità.
Va fer estudis primaris i treballà com a mecànic i electrònic. En 1937 va ingressar en les Joventuts Socialistes. Durant la Guerra Civil va treballar com a mecànic i poc temps després va començar a estudiar per ser pilot però no ho va aconseguir a causa de la guerra. Finalitzat el conflicte, va treballar de mecànic en nombrosos tallers on finalment va recalar en Indústries Mecàniques Unides (IMU) sent cap de taller.
Quan va morir Franco, va tornar a les files del PSOE i poc després va ser esollit en una assemblea celebrada al barri de Carrús, president de l'Agrupació Socialista Il·licitana i va durar en el càrrec nou anys.
En 1979, es van celebrar les primeres eleccions municipals a Espanya i Ramón Pastor va aconseguir la majoria absoluta en les urnes amb el PSOE. Durant la seva etapa com a alcalde destaca la urbanització de l'Avinguda de la Llibertat, o la creació del Museu d'Art Contemporani entre d'altres. En 1987 va acabar la seva gestió com a alcalde i va haver d'inscriure's en l'oficina d'ocupació. En 1991 es va donar de baixa del PSOE.
Va morir el 14 de març de 1999, als 75 anys. Un dia després de la seva defunció va rebre Medalla d'Or d'Elx i en 2008 una avinguda d'Elx va rebre el seu nom.